# Hasloch (Hasloch)
Hasloch ist der Hauptort der Gemeinde Hasloch im unterfränkischen Landkreis Main-Spessart in Bayern.

## Geographie

### Lage
Das Pfarrdorf liegt im Maintal am südlichen Rande des Spessarts bei Wertheim. Neben dem Kernort liegen auf dem Gemarkungsgebiet die Weiler Barthelsmühle und Eisenhammer.

### Nachbargemarkungen
Nachbargemarkungen im Uhrzeigersinn im Norden beginnend sind Schollbrunn, Röttbach, Wiebelbach, Kreuzwertheim, Wertheim (mit dem Stadtteil Bestenheid), Grünenwört, Faulbach und Hasselberg.

### Gewässer
Im Norden der Gemarkung mündet der Kropfbach in den Haslochbach, der am südöstlichen Ortsrand in den Main mündet.

## Religion
Hasloch ist protestantisch geprägt. Die St.-Johannis-Kirche ist das evangelisch-lutherische Gotteshaus. Daneben gibt es noch die katholische Filiale St. Josef der Bräutigam.